# Turbellaria
Turbellaria là một trong những phân nhóm truyền thống của ngành Platyhelminthes (giun dẹp), và bao gồm tất cả các nhóm nhỏ không ký sinh. Có khoảng 4.500 loài, bao gồm chiều dài từ 1 mm (0,039 in) đến 600 mm (24 in). Hầu hết là động vật ăn thịt, và tất cả sống trong nước hoặc trong môi trường trên mặt đất ẩm ướt. "Turbellaria" như định nghĩa truyền thống là cận ngành.